# Усть-Щербедино
Усть-Щербедино — село в Романовском районе Саратовской области России. Административный центр Усть-Щербединского муниципального образования. Основано в 1694 году удельными крестьянами.

## География
Село находится в западной части области, в пределах Окско-Донской равнины, на правом берегу реки Карай, вблизи места впадения в неё реки Щербедина, на расстоянии примерно 10 километров (по прямой) к северо-востоку от рабочего посёлка Романовка. Абсолютная высота — 113 метров над уровнем моря.
Климат
Климат характеризуется как умеренно континентальный с холодной малоснежной зимой и сухим жарким летом. Среднегодовая температура воздуха — 4,7 — 4,9 °C. Средняя многолетняя температура самого холодного месяца (января) составляет −11,1 — −11 °С (абсолютный минимум — −43 °С), температура самого тёплого (июля) — 20,7 — 20,8 °С (абсолютный максимум — 39 °С). Среднегодовое количество атмосферных осадков — 385—476 мм, из которых большая часть (250—310 мм) выпадает в период с апреля по октябрь. Снежный покров держится в среднем 120—127 дней в году.
Часовой пояс
Село Усть-Щербедино, как и вся Саратовская область, находится в часовой зоне МСК+1. Смещение применяемого времени относительно UTC составляет +4:00.

## Население
| 2002 | 2010 |
| ---- | ---- |
| 915  | ↘827 |

Гендерный состав
По данным Всероссийской переписи населения 2010 года в гендерной структуре населения мужчины составляли 48,7 %, женщины — соответственно 51,3 %.
Национальный состав
Согласно результатам переписи 2002 года, в национальной структуре населения русские составляли 97 % из 915 чел.